# 皮索奇内湖 (沃伦州)

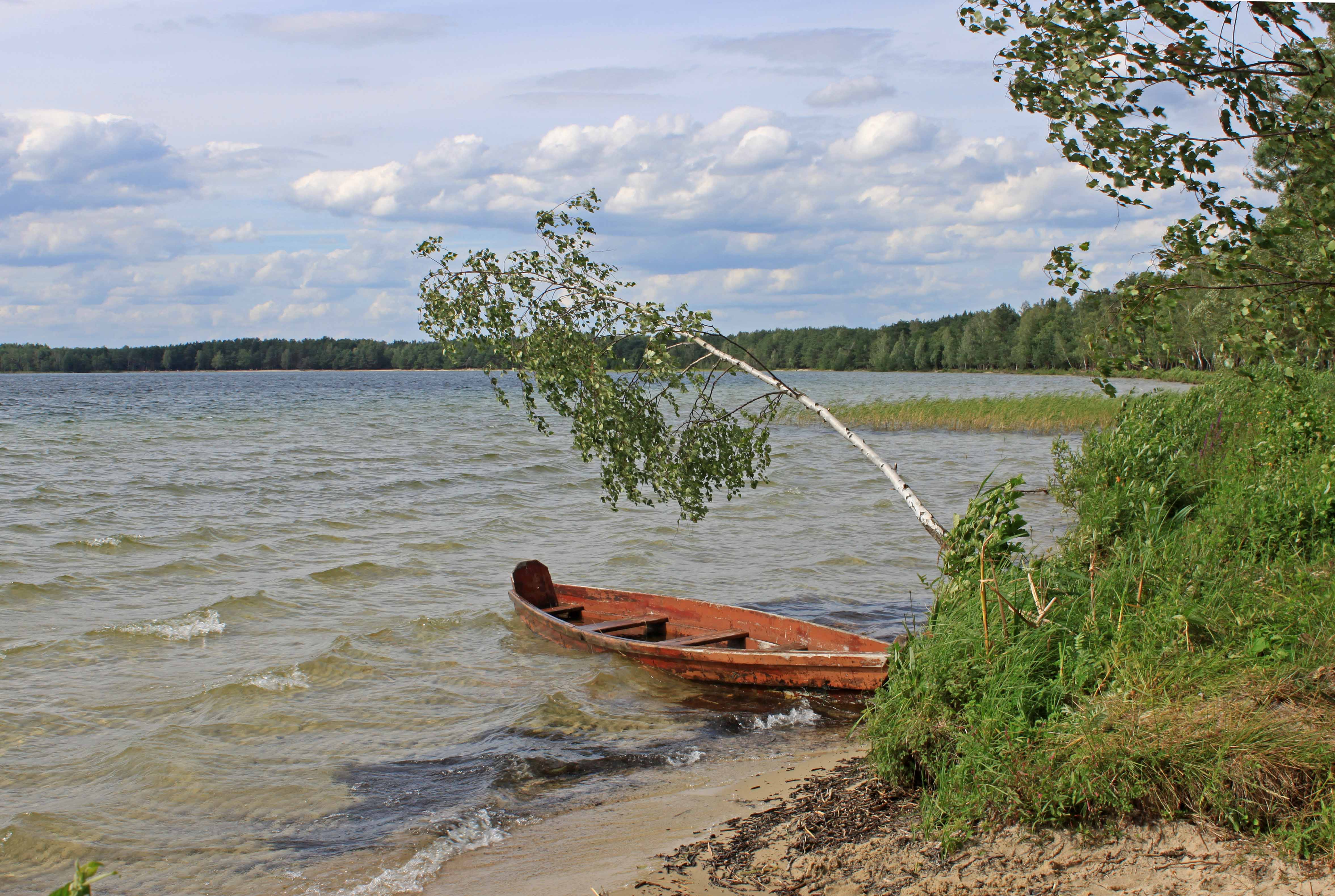

皮索奇内湖（烏克蘭語：Пісочне озеро），是烏克蘭的湖泊，位於該國西部沃倫州的科韋利區，處於梅利尼基東北面，長2公里、寬1.9公里，該湖泊面積1.38平方公里。